# Lycée Béhanzin
Le lycée Béhanzin est un établissement d'enseignement secondaire, fondé le 30 janvier 1913 à Porto-Novo au Bénin, à l'initiative du gouverneur du Dahomey, Charles Noufflard.
Au gré des réorganisations de l'enseignement, localement ou en Afrique-Occidentale française (AOF), l'établissement, à l'origine École Victor-Ballot, change plusieurs fois d'appellation avant de prendre son nom actuel.
Il s'agit du premier établissement public d'enseignement secondaire du Dahomey et l'un des plus anciens lycées de Porto-Novo. Il a largement contribué à la formation des élites du Dahomey et du Bénin moderne ; de nombreux « Ballotins » sont devenus par la suite enseignants, ingénieurs, médecins, avocats, militaires hauts gradés, hauts fonctionnaires, diplomates mais aussi ministres et chefs d'État ou de gouvernement, tels qu'Abdoulaye Bio Tchané, Robert Dossou, Mama Arouna, Michel Alladayè, Justin Ahomadegbé, Émile Derlin Zinsou ou encore Hubert Maga.

## Histoire

### Cours normal indigène (1913-1916)

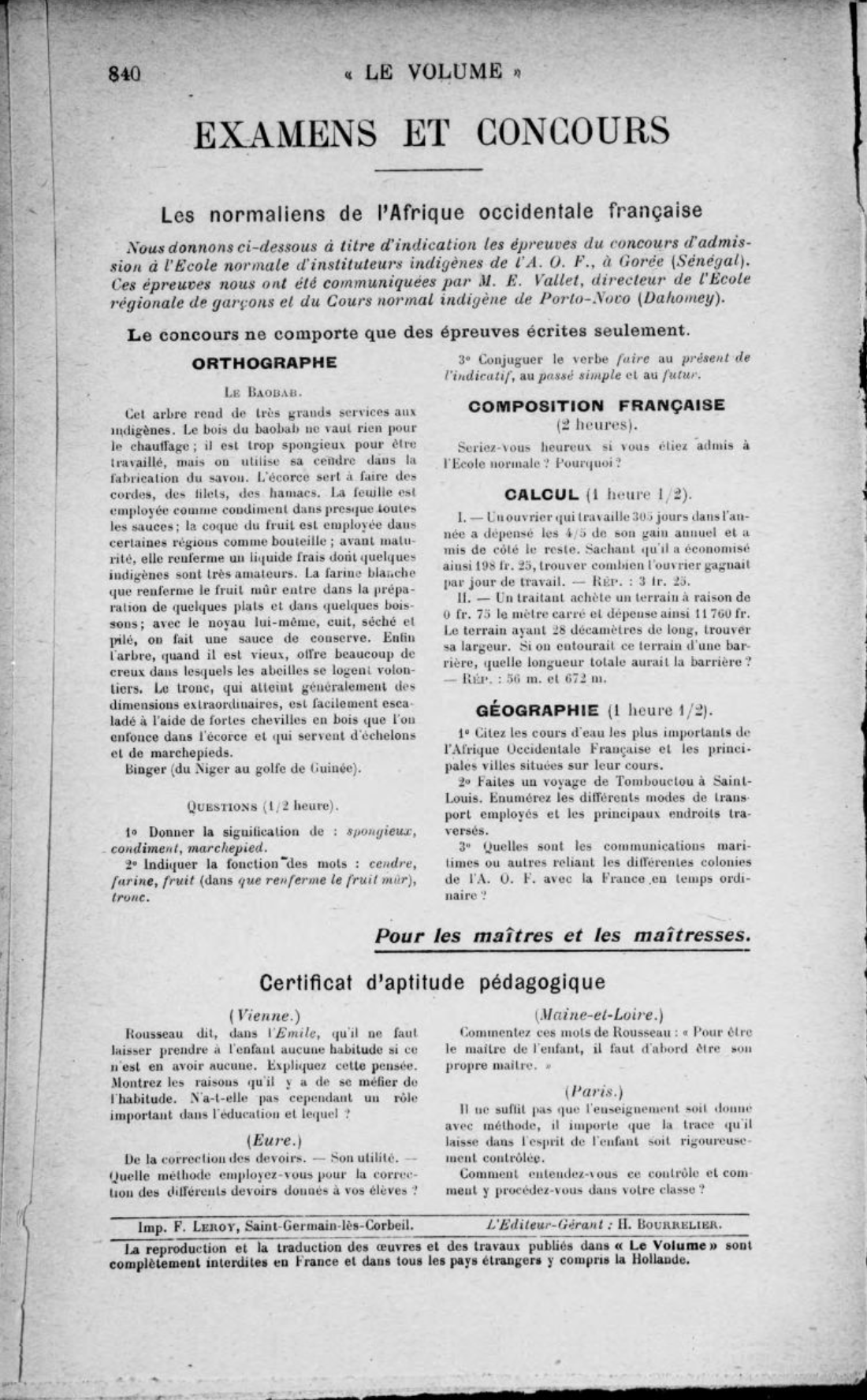
Épreuves du concours d'admission à l'école normale d'instituteurs indigènes de l'AOF, proposées aux élèves du cours normal indigène de Porto-Novo (journal scolaire Le Volume du 24 juillet 1915).

Dans son rapport annuel d'ensemble de 1911, le gouvernement général de l'AOF relève que seul l'enseignement primaire élémentaire est dispensé dans les écoles de la colonie du Dahomey et note l'absence d'un enseignement primaire supérieur. Soulignant l'importance de ce dernier, le rapport précise que les autorités locales travaillent à la création d'un cours normal indigène, inspiré de celui déjà existant à Conakry. Le 30 janvier 1913, par arrêté du gouverneur général de l'AOF et sur proposition du lieutenant-gouverneur du Dahomey, Charles Noufflard, le service de l'enseignement est réorganisé dans la colonie ; l'enseignement primaire supérieur, commercial et agricole est notamment mis en place et un cours normal indigène est créé à Porto-Novo. Ce cours est constitué de deux sections, l'une « élèves moniteurs » et l'autre « commerciale et agricole ». L'admission se fait sur concours où seuls les candidats possédant le certificat d'études primaires peuvent se présenter. La durée des études est de deux ans, à l'issue desquels, après réussite à un examen final, les élèves sortent, en fonction de leur section, avec un brevet de moniteur indigène ou un diplôme de fin d'études commerciales et agricoles.

#### Section d'élèves moniteurs
La section d'élèves moniteurs a pour vocation de former des « moniteurs indigènes », destinés à assister les instituteurs coloniaux dans les écoles de villages et les écoles régionales de la colonie mais aussi de préparer les meilleurs élèves au concours d'entrée de l'école normale d'instituteurs de Saint-Louis.
Le programme scolaire est structuré en quatre axes principaux :
- l'instruction générale, durant laquelle les élèves apprennent l'éducation morale, la maîtrise de la langue française (lecture, récitation, écriture, composition, grammaire et orthographe), l'histoire contemporaine de la France, ses liens avec l'AOF, ainsi que les étapes historiques de la colonie. Ils étudient aussi la géographie de la France, de l'Afrique, de l'AOF et notamment celle du Dahomey. Ils acquièrent des connaissances sur l'organisation administrative de l'AOF et du Dahomey ; ils sont également initiés aux bases de l'arithmétique, de la géométrie et du dessin. Ils reçoivent des notions de sciences appliquées à l'hygiène, à l'économie domestique, à l'agriculture et aux industries locales et des cours sur l'hygiène usuelle.
- le travail manuel, libre ou en atelier.
- l'enseignement agricole, avec des cours théoriques et des travaux pratiques agricoles.
- l'enseignement pédagogique, avec l'apprentissage du métier de moniteur, les élèves s'exercent, chaque semaine, à enseigner à une classe de l'école régionale de garçons.

#### Section commerciale et agricole
La section commerciale et agricole vise à former des « employés indigènes pour les divers services de la colonie, pour le commerce local et les exploitations agricoles ».
Pour ce qui concerne l'instruction générale, les élèves suivent le même programme que ceux de la section « élèves moniteurs ». Par ailleurs, ils bénéficient d'une formation spécifique à leur domaine, avec des matières comme la comptabilité, des cours théoriques plus poussés en agriculture ou encore des travaux pratiques plus approfondis.

### École Victor-Ballot (1916-1924)

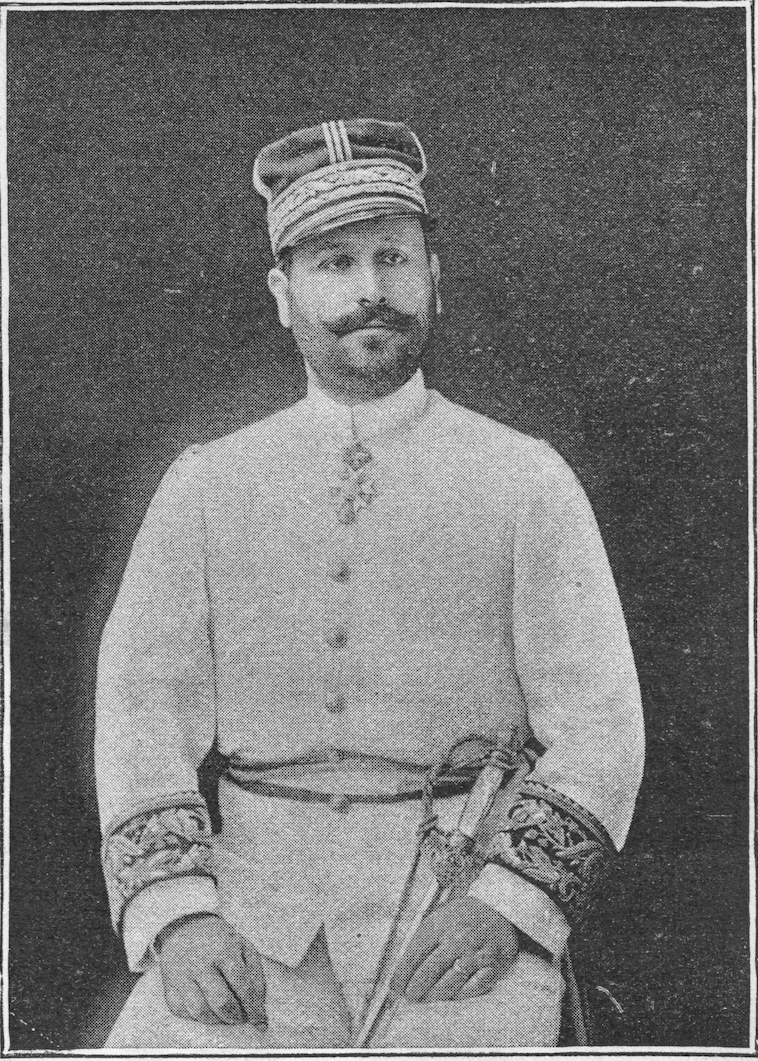
Lieutenant-gouverneur Victor Ballot, gravure de Berg, 1894.

Le 9 décembre 1916, le cours devient l'École Victor-Ballot, du nom de l'administrateur colonial français et premier gouverneur du Dahomey,. Dans le journal La Dépêche coloniale du 12 janvier 1917, l'établissement est présenté comme « une école primaire supérieure et professionnelle destinée à préparer des candidats aux grandes écoles de l'Afrique-Occidentale française, à former des ouvriers pour les divers corps de métiers existant dans la colonie et à donner aux indigènes qui se destinent à la carrière commerciale l'instruction générale et spéciale qui leur est indispensable. »

#### Changements de nom
Avec les années, les appellations se succèdent ; l'École Victor-Ballot est renommée en 1924, École primaire supérieure Victor-Ballot ; en 1947, Collège classique et moderne Victor-Ballot ; puis en 1956, lycée Victor-Ballot ; et enfin en 1961, lycée Béhanzin. Hormis pour le dernier, chaque changement de nom correspond à une période de réorganisation de l'enseignement en AOF.

### École primaire supérieure Victor-Ballot (1924-1947)
Le journal La Dépêche coloniale du 15 octobre 1924 fait part de la publication, dans le Journal officiel du Dahomey, d'un arrêté du lieutenant-gouverneur portant sur la réorganisation de l'« École primaire supérieure et professionnelle de Porto-Novo ». Cet acte amorce la refonte structurelle de l'EPS avec comme objectifs de mieux répondre aux besoins de l'administration coloniale et de former ainsi des cadres moyens capables d'occuper des postes subalternes dans les services administratifs, les entreprises ou encore dans l'enseignement. l'École Victor-Ballot change également de nom et est baptisée École primaire supérieure Victor-Ballot.

#### Sélection et durée des études
Seuls les meilleurs élèves des écoles régionales sont amenés à poursuivre leur scolarité dans cette école. Deux conditions s'imposent, ils doivent avoir obtenu leur certificat d'études primaires et réussir le concours d'entrée. La sélection est drastique, seuls vingt à trente élèves sont admis.
La durée des études varie de :
- deux ans, initialement. Une part importante de l'enseignement est consacrée à la préparation aux concours administratifs, permettant ainsi aux élèves d'intégrer par la suite la fonction publique coloniale.
- trois ans pour les élèves les plus doués et candidats aux écoles normales. L'école les prépare aux concours d'entrée dans les écoles du gouvernement général[n 2],[3].
- quatre ans pour les sections administratives qui forment « des agents, des cadres locaux, des commis expéditionnaires, des P.T.T., agents des chemins de fer…) ».

#### Ouverture d'une section «Togo»
Dans les années 1930, la France, touchée par la Grande Dépression, est contrainte de réduire ses dépenses, y compris dans ses colonies. Par décret du 23 novembre 1934, elle unifie le Togo français et le Dahomey sous une même administration, plaçant les deux territoires sous l'autorité d'un seul commissaire de la République.
Une autre conséquence des coupes budgétaires est la fermeture, en 1935, du cours complémentaire de Lomé, surnommé le « Petit-Dakar ». Les élèves sont envoyés à l'École primaire supérieure Victor-Ballot où une section « Togo » est ouverte. Puis, par décret du 16 septembre 1936, dans le cadre de l'« union du personnel » des deux territoires, la direction du service de l'enseignement du Togo revient au chef du service du Dahomey. Mais les Togolais acceptent mal cette décision qu'ils perçoivent comme les prémices d'une tentative d'annexion de leur territoire à celui du Dahomey, un projet de longue date que la France cherche à concrétiser. Finalement la direction du service de l'enseignement togolais sort de sa tutelle et le 18 juin 1938, le cours complémentaire de Lomé rouvre ses portes ; mais cette période affecta nombre d'élèves Togolais qui durent la subir,.

### Collège classique et moderne Victor-Ballot (1947-1956)
Selon un arrêté du 20 mai 1947, les écoles primaires supérieures sont renommées collèges modernes et sont rattachées à l'enseignement du second degré,. L'école, conservant sa section classique, est renommée Collège classique et moderne Victor-Ballot. Le programme du collège classique prépare aux études supérieures littéraires et celui du collège moderne destine à des études supérieures scientifiques, techniques ou commerciales.
À la rentrée 1950, le cycle scolaire du collège est au complet, avec l'ouverture de classes de troisième. Jusqu'à cette année, l'établissement ne dispense qu'un enseignement allant de la classe de sixième à celle de quatrième.

#### Effectif
Au fil des années, l'établissement ne cesse de se développer ; au 30 août 1949, il accueille 322 élèves contre 224 en juillet 1948. En 1953, le collège compte en son sein 175 élèves en section classique et 197 en section moderne et accueille 424 élèves à la rentrée 1954.

### Lycée Victor-Ballot (1956-1961)
Par l'arrêté du 11 octobre 1956, le collège devient le lycée Victor-Ballot.

### Lycée Béhanzin
Le 31 juillet 1961, à la veille de la commémoration de la première année d'indépendance du Dahomey, Hubert Maga, président de la République, choisit, dans une volonté de gommer le passé coloniale et de rendre hommage aux figures de sa nation, de débaptiser certains établissements scolaires. Le lycée Victor-Ballot devient alors le lycée Béhanzin, du nom d'un roi d'Abomey, déchu et exilé par la France.
| - Statue du roi Béhanzin à l'entrée du lycée. - Blason du Lycée Béhanzin. |

#### Apprentissage des langues locales
Au cours de l'année scolaire 1970-1971, afin de valoriser la culture locale, le ministère de l'Éducation nationale met en place, à titre expérimental, un programme d'enseignement des langues dahoméennes. Au lycée Béhanzin, trois langues sont proposées, le fon, le dendi et le yoruba. Mais l'expérience s'avère peu concluante ; si le yoruba est enseigné, avec le support pédagogique nécessaire, par des professeurs expérimentés, concernant les autres langues, le manque de compétences et l'impréparation des enseignants sont flagrants, il ne suffit pas de parler une langue pour être en mesure de l'enseigner. Ajoutés à cela, le manque de moyens matériels et le caractère optionnel de ces cours, qui ont eu lieu sur le temps de repos des élèves et sans impact direct sur leur scolarité, ont finalement raison de la motivation de ces derniers.

### Uniforme
Le port de l'uniforme scolaire est imposé ; il vise à masquer les différences sociales et à soulager les familles aux budgets limités, notamment celles dont les enfants bénéficient de bourses.
À l'époque du collège classique et moderne Victor-Ballot, deux uniformes sont proposés. Le premier est une tenue d'intérieur, de couleur kaki, réservée aux activités scolaires au sein de l'établissement. Elle se compose d'un short et d'une chemisette. Et le second est une tenue de sortie, destinée aux activités extra-scolaires, notamment les week-ends ou lors d'événements particuliers. Se déclinant en blanc ou kaki, elle comprend un pantalon (ou un short) et une saharienne aux boutons de métal doré, portant de l'inscription CVB,,. L'uniforme s'accompagne d'un béret noir, de sandalettes ou de chaussures en cuir, de tennis et d'une ceinture en matière plastique.

### Hymne
Le texte de l'hymne du lycée est le suivant :
| La Béhanzinoise |
| --- |
| Refrain |
| Béhanzin, tous tes fils sont réunis Enfin libres d'honorer un roi Qui leur montra la voie Lycéens, que ce nom qui est inscrit Au fronton de notre beau lycée Crée notre unité.                                    |
| 1er couplet |
| Au matin de notre vie Promettons d'être laborieux Et pour notre beau pays Travaillons d'un coeur pur et joyeux Pour que flotte le drapeau Bâtissons avec courage Et malgré notre jeune âge Reprenons la flambeau. |
| 2e couplet |
| Quand nos efforts couronnés Au succès tout droit nous mènerons C'est avec une grande fierté Qu'à notre lycée nous penserons Foyer de fraternité De ferveur et d'allégresse Où se forme une jeunesse.              |

### Bâtiments
Le bâtiment originel devenu exigu, l'établissement est déménagé plus au Nord, sur un espace d'une superficie de dix-huit hectares, qui juxtapose le stade Charles-de-Gaulle,,. Les travaux de construction du bâtiment principal débutent en 1949 et se terminent vers 1951. L'édifice est inauguré le 3 décembre 1952, plus d'un an après son achèvement et l'installation des premiers élèves.
| - Bâtiment originel de l'établissement Victor-Ballot - Ancienne localisation de l'École Victor-Ballot sur une carte de Porto-Novo de 2024. - Collège classique et moderne Victor-Ballot en construction au début des années 1950. |

### «Ballotins», des élites formées
L'École Victor-Ballot joue un rôle déterminant dans la formation des élites dahoméennes (puis béninoises) et, par extension, dans la manière dont se façonne le pays par la suite. Car les « Ballotins », surnom donné aux élèves de cette école, occupent des postes-clés dans tous les secteurs de la société : de la politique à l'administration, en passant par l'éducation, la santé et l'économie ; Des simples fonctionnaires aux futurs présidents de la République.

## Personnalités liées au lycée

### Professeurs
- Jean-Roger Ahoyo (1941-), historien et homme politique
- Albert Akindès (1912-1969), enseignant et homme politique
- Francis Covi (1905-1966), enseignant et homme politique[29]
- Hélène d'Almeida-Topor (1932-2020), historienne et universitaire française
- Jean Pliya (1931-2015), écrivain et homme politique[30]
- Albert Tévoédjrè (1929-2019), professeur de Lettres et homme politique[31]

### Élèves
- Honorat Aguessy (1934-2022), enseignant-chercheur
- Justin Ahomadegbé (1917-2002), dentiste et homme politique[32]
- Michel Ahouanmènou (1916-1976), instituteur et homme politique
- Jean-Roger Ahoyo (1941-), historien et homme politique[n 7],[33]
- Albert Akindès (1912-1969), enseignant et homme politique[n 8]
- Julien Alapini (1906-1970), dramaturge et ethnographe
- Michel Alladayè (1940-), militaire et homme politique
- François Aplogan (1917-1983), fonctionnaire et homme politique
- Mama Arouna (1925-1974), homme politique
- Daouda Badarou (1929-2022), chirurgien et homme politique
- Abdoulaye Bio Tchané (1952-), homme politique
- Michel Boko (1950-), enseignant
- Antoine Boya (1918-?), fonctionnaire et homme politique
- Francis Covi (1905-1966), enseignant et homme politique[34]
- Marcel Dadjo (1925-1990), ingénieur et homme politique
- Adrien Degbey (1918-1971), instituteur et homme politique
- Hamani Diori (1916-1989), enseignant et homme politique nigérien[35]
- Robert Dossou (1939-), avocat et homme politique
- Zakari Dramani-Issifou (1940-), historien et universitaire
- Amos Elegbe (1947-), universitaire et homme politique
- Léopold Fakambi (1942-2021), ingénieur
- Pascal Fantodji (1943-2010), mathématicien
- Guy Landry Hazoumé (1940-2012), homme politique
- Théodore Holo (1948-), juriste et homme politique
- Adrien Houngbédji (1942-), homme politique
- Joseph Kèkè (1927-2017), avocat et homme politique
- Hubert Maga (1916-2000), instituteur et homme politique[7]
- Moussa Okanla (1950-1950), universitaire et homme politique
- Jean Pliya (1931-2015), écrivain et homme[n 9]
- Zul Kifl Salami (1946-), homme politique
- Abdou Serpos Tidjani (1918-1981), archiviste et historien
- G. G. Vikey (1944-2013), compositeur et interprète[36]
- Émile Derlin Zinsou (1918-2016), médecin et homme politique[7]
- Maxime-Léopold Zollner de Medeiros (1934-2014), diplomate